# Ganoderma corrugatum
Ganoderma corrugatum är en svampart som beskrevs av Steyaert 1961. Ganoderma corrugatum ingår i släktet Ganoderma och familjen Ganodermataceae.   Inga underarter finns listade i Catalogue of Life.